# ワイルド・ワン〜ベスト・オブ・シン・リジィ
『ワイルド・ワン〜ベスト・オブ・シン・リジィ』（原題：Wild One: The Very Best of Thin Lizzy）は、アイルランド出身のハードロック・バンド、シン・リジィのベスト・アルバム。フィル・ライノットの没後10周年に当たる1996年に発売された。

## リリース
ヨーロッパでは19曲入りのCD1枚という形で発売されたが、日本初回盤にはライヴ音源を収録したボーナス・ディスクが付属しており、この「Live Track」と題されたディスク2は、1991年に日本限定で発売された4枚組ボックス・セット『GREAT BOX』のうちの1枚と同内容である。本作はアメリカでは発売されなかった。

## 反響・評価
全英アルバムチャートでは11週トップ100入りし、最高18位を記録した。スウェーデンのアルバム・チャートでは合計8週トップ60入りし、1996年2月2日日付のチャートで最高21位を記録した。
Greg Pratoはオールミュージックにおいて5点満点中4.5点を付け、本編に関して「"Jailbreak"、"Whisky in the Jar"、"Waiting for an Alibi"、"Still in Love With You"等、リジィの人気曲として期待されている曲は網羅されているが、驚くべきことに、アルバムのタイトルの由来となった曲（1975年のアルバム『ファイティング!!』からの曲）は収録されていない」、日本初回盤ボーナス・ディスクに関して「シン・リジィに忠誠を誓ったファンは、是非とも日本盤を探して入手すべき」と評している。

## 収録曲
特記なき楽曲はフィル・ライノット作。
1. ヤツらは町へ - "The Boys Are Back in Town" - 4:23
  - アルバム『脱獄』（1976年）より。
2. 脱獄 - "Jailbreak" - 4:00
  - アルバム『脱獄』より。
3. 甘い言葉に気をつけろ - "Don't Believe a Word" - 2:18
  - アルバム『サギ師ジョニー』（1976年）より。
4. アリバイ - "Waiting for an Alibi" - 4:10
  - アルバム『ブラック・ローズ』（1979年）より。
5. ロザリー〜カウガール・ソング（ライヴ） - "Rosalie/Cowgirl's Song (Live)" (Bob Seger/Phil Lynott, Brian Downey) - 4:14
  - ライヴ・アルバム『ライヴ・アンド・デンジャラス』（1978年）より。
6. コールド・スウェット - "Cold Sweat" - 3:07
  - アルバム『サンダー・アンド・ライトニング』（1983年）より。
7. サンダー・アンド・ライトニング - "Thunder and Lightning" (B. Downey, P. Lynott) - 4:55
  - アルバム『サンダー・アンド・ライトニング』より。
8. アウト・イン・ザ・フィールズ - "Out in the Fields" (Gary Moore) - 4:18
  - ゲイリー・ムーア名義のアルバム『ラン・フォー・カヴァー』（1985年）より。
9. ダンシン・イン・ザ・ムーンライト - "Dancin' in the Moonlight" - 3:22
  - アルバム『バッド・レピュテイション〜悪名』（1977年）より。
10. パリの散歩道 - "Parisienne Walkways" (P. Lynott, G. Moore) - 3:20
  - ゲイリー・ムーア名義のアルバム『バック・オン・ザ・ストリーツ』（1978年）より。
11. サラ - "Sarah" (P. Lynott, G. Moore) - 3:23
  - アルバム『ブラック・ローズ』より。
12. それでも君を（ライヴ） - "Still in Love with You (Live)" - 7:46
  - ライヴ・アルバム『ライヴ・アンド・デンジャラス』より。
13. エメラルド - "Emerald" (P. Lynott, B. Downey, Scott Gorham, Brian Robertson) - 4:01
  - アルバム『脱獄』より。
14. 悪名 - "Bad Reputation" (P. Lynott, B. Downey, S. Gorham) - 3:07
  - アルバム『バッド・レピュテイション〜悪名』より。
15. ヤツらはレディ・キラー - "Killer on the Loose" - 3:53
  - アルバム『チャイナタウン』（1980年）より。
16. チャイナタウン - "Chinatown" (P. Lynott, B. Downey, S. Gorham, Snowy White) - 4:42
  - アルバム『チャイナタウン』より。
17. ヤツらはデンジャラス!! - "Do Anything You Want To" - 3:52
  - アルバム『ブラック・ローズ』より。
18. ザ・ロッカー - "The Rocker" (P. Lynott, B. Downey, Eric Bell) - 2:41
  - アルバム『西洋無頼』（1973年）からの曲のショート・ヴァージョン。
19. ウィスキー・イン・ザ・ジャー - "Whiskey in the Jar" (Traditional) - 5:45
  - 1972年のシングルA面曲。

### 日本初回盤ボーナス・ディスク
1. 悪名 - "Bad Reputation" (P. Lynott, B. Downey, S. Gorham) - 6:04
  - アルバム『バッド・レピュテイション〜悪名』からの曲のライヴ・テイク。
2. オピウム・トレイル - "Opium Trail" (P. Lynott, B. Downey, S. Gorham) - 4:42
  - アルバム『バッド・レピュテイション〜悪名』からの曲のライヴ・テイク。
3. アー・ユー・レディ - "Are You Ready" (P. Lynott, B. Downey, S. Gorham, B. Robertson) - 3:08
  - スタジオ・アルバム未収録曲。初出はライヴ・アルバム『ライヴ・アンド・デンジャラス』。
4. ディアー・ミス・ロンリー・ハーツ - "Dear Miss Lonely Hearts" (P. Lynott, Jimmy Bain) - 5:22
  - フィル・ライノットのソロ・アルバム『ソーホー街にて』（1980年）からの曲のライヴ・テイク。
5. チャイナタウン - "Chinatown" (P. Lynott, B. Downey, S. Gorham, S. White) - 4:59
  - アルバム『チャイナタウン』からの曲のライヴ・テイク。
6. ギヴ・イット・アップ - "Got to Give It Up" (P. Lynott, S. Gorham) - 6:02
  - アルバム『ブラック・ローズ』からの曲のライヴ・テイク。
7. エメラルド - "Emerald" (P. Lynott, B. Downey, S. Gorham, B. Robertson) - 4:14
  - アルバム『脱獄』からの曲のライヴ・テイク。
8. ヤツらはレディ・キラー - "Killer on the Loose" - 5:36
  - アルバム『チャイナタウン』からの曲のライヴ・テイク。
9. ヤツらは町へ - "The Boys Are Back in Town" - 5:08
  - アルバム『脱獄』からの曲のライヴ・テイク。
10. ハリウッド - "Hollywood" (P. Lynott, S. Gorham) - 4:37
  - アルバム『反逆者』（1981年）からの曲のライヴ・テイク。

各ライヴ・トラックの収録された公演は下記の通り。
- #1, #2: 1977年10月28日のトロント公演より。
- #3, #4, #6: 1980年6月7日のダブリン公演より。
- #5: 1980年5月29日のロンドン公演より。
- #7, #8, #9, #10: 本作の日本初回盤のクレジットでは1983年のイギリス公演と記載されているが、1981年11月27日のロンドン公演とする説もある[4]。

## 参加ミュージシャン
- フィル・ライノット - ボーカル、ベース
- ブライアン・ダウニー - ドラムス(#8を除く全曲)
- スコット・ゴーハム - ギター(#8, #10, #18, #19を除く全曲)
- エリック・ベル - ギター(on #18, #19)
- ブライアン・ロバートソン - ギター(on #1, #2, #3, #5, #12, #13)
- ゲイリー・ムーア - ギター(on #4, #8, #10, #11, #17)、ボーカル(on #8)
- スノウィー・ホワイト - ギター(on #15, #16)
- ジョン・サイクス - ギター(on #6, #7)
- ダーレン・ワートン - キーボード(on #6, #7)
- ドン・エイリー - キーボード(on #8)
- アンディ・リチャーズ - キーボード(on #8)
- チャーリー・モーガン - ドラムス(on #8)